# Onofre Manescal
Onofre Manescal (Barcelona segle xvi - segle xvii) fou un professor de teologia a la Universitat de Barcelona i rector de Sant Andreu de La Selva del Camp.

## Biografia
Orador en llatí, català i castellà, va publicar alguns dels seus sermons entre el 1604 i el 1611, i fou conegut sobretot pel seu Sermó vulgarment anomenat del Sereníssim Senyor Don Jaume II, predicat a la seu de Barcelona el 1597 i publicat el 1602, que volia ser un resum de la història, la geografia i les institucions catalanes, redactat amb molts castellanismes.
La seva defensa de la llengua catalana ha esdevingut famosa, i ha estat una de les fonts més citades en les apologies de Catalunya. Volia que li fos encarregada oficialment la composició d'una història de Catalunya però no ho va aconseguir. Fou un dels quatre censors de l'edició de la primera part de la crònica de Pujades, el 1609.
El CRAI Biblioteca de Fons Antic de la Universitat de Barcelona conserva una obra que va formar part de la biblioteca personal de Manescal, així com un exemple de les marques de propietat que van identificar els seus llibres al llarg de la seva vida.